# 검은꼬리나무쥐
검은꼬리나무쥐(Thallomys nigricauda)는 쥐과에 속하는 설치류의 일종이다. 앙골라와 보츠와나와 나미비아, 남아프리카공화국, 잠비아에서 발견된다. 자연 서식지는 아열대 또는 열대 기후 지역의 건조 관목 지대이다.